# Bruno Doehring

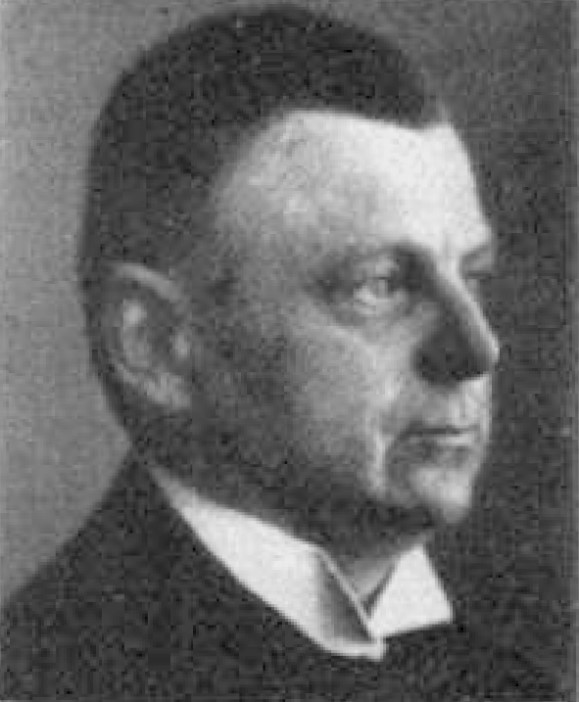
Bruno Doehring in den 1920er Jahren

Bruno Doehring (* 3. Februar 1879 in Mohrungen; † 16. April 1961 in West-Berlin) war ein deutscher evangelisch-lutherischer Pfarrer. Als Prediger am Berliner Dom in den Jahren von 1914 bis 1960 wurde er in der evangelischen Kirche Berlins zu einer populären Gestalt. Kirchlich vertrat er eine streng konservative Position. Er zeigte sich bis weit ins Dritte Reich hinein kaisertreu. In der Weimarer Republik war er Mitgründer und Führer der Deutschen Reformationspartei. Von September 1930 bis Juni 1933 saß er für die DNVP im Reichstag. An der Friedrich-Wilhelms-Universität Berlin war er von 1923 bis 1940 Dozent für evangelische Theologie, von 1946 bis 1960 Professor für praktische Theologie.

## Leben und Wirken

### Hof- und Domprediger bis 1918
Doehring wurde als Sohn eines ostpreußischen Bauern geboren. Nach dem Besuch der Volksschule in Mohrungen und des königlichen Gymnasiums in Elbing studierte er Theologie an Universität Halle-Wittenberg, der Friedrich-Wilhelms-Universität Berlin und der Universität Königsberg. Während seines Studiums wurde er 1900 Mitglied der Sängerschaft Salia Halle. Im Jahr 1906 wurde Doehring Pfarrer in Tiefensee in Ostpreußen, wo er eine Familie gründete und der Sohn Johannes zur Welt kam, und 1908 Pfarrer in Fischau in Westpreußen. Nach seiner Promotion 1911 erlangte Doehring durch seine Auseinandersetzung mit Arthur Drews die Aufmerksamkeit Georgs zu Dohna (1852–1912), der ihn als Pfarrer auf seinem Schloss Finckenstein anstellte. Zu Doehrings Sprengel gehörte auch der Besitz des konservativen Politikers Elard von Oldenburg-Januschau, dem er freundschaftlich verbunden blieb. Nach Dohnas Tod übernahm Doehring die Leitung des Predigerseminars in Wittenburg. Aus ungeklärtem Grund bestellte Kaiser Wilhelm II. Doehring für den 1. April 1914 zu einer Probepredigt zwecks Besetzung der vakant gewordenen vierten Stelle als Hof- und Domprediger in den Berliner Dom. Nach der Predigt verlieh Wilhelm begeistert die Stelle an Doehring und verzichtete damit auf die Probe des Konkurrenzkandidaten Otto Dibelius.
Einer breiten Öffentlichkeit wurde Doehring durch einen Gottesdienst unter freiem Himmel bekannt, den er anlässlich des Ausbruchs des Ersten Weltkriegs am 2. August 1914 auf den Stufen des Reichstagsgebäudes vor mehreren zehntausend Gläubigen zelebriert hatte. Darin zitierte er einseitig Otto von Bismarck: „Wir Deutsche fürchten Gott, aber sonst nichts in der Welt!“ Tatsächlich hatte Bismarck damals gemahnt, Deutschland als eine „gesättigte Nation“ müsse es vermeiden, in gefährliche Koalitionen und Konflikte verwickelt zu werden. Doehring dagegen machte nun geltend, der deutsche Kaiser sei durch Gott zum Kreuzzug aufgerufen: „Ja, wenn wir nicht das Recht und das gute Gewissen auf unserer Seite hätten, wenn wir nicht – ich möchte fast sagen handgreiflich – die Nähe Gottes empfänden, der unsere Fahnen entrollt und unserm Kaiser das Schwert zum Kreuzzug, zum heiligen Krieg in die Hand drückt, dann müssten wir zittern und zagen.“ Doehring bot häufig gleich nach dem Gottesdienst den Text seiner Predigten als Drucke an; diese Predigt fand in gedruckter Form besonders weite Verbreitung. Doehring reihte sich damit ein in die Zahl der Vertreter vaterländischer „Kriegstheologien“ wie Reinhold Seeberg, Ludwig Wessel, Paul Althaus, Emanuel Hirsch und Otto Dibelius.
Als Prediger verband Doehring Wortgewalt mit Bildung und Volkstümlichkeit, wobei er „Sentimentalität bis hin zum Kitsch“ nicht scheute.:S. 151 Er sah seinen Predigtauftrag „immer als ein Konkretum, niemals als ein Abstraktum“ und wollte wie Martin Luther den öffentlichen Problemen seiner Zeit niemals ausweichen.
Doehring, der die während des Krieges wachsende Unzufriedenheit und Friedenssehnsucht ignoriert hatte, wurde von den revolutionären Volksunruhen des Jahres 1918 vollkommen überrascht; er verurteilte den Januarstreik. Dessen Führer nannte er „feile und feige Kreaturen, die den Altar des Vaterlands meuchlings mit Bruderblut entweiht“ hätten. Man habe den Streikenden „die Mordwaffe in die Hand gedrückt und sie den Brüdern, die noch vor dem Feinde liegen, in den Rücken fallen“ lassen. Damit nahm Doehring die Idee der Dolchstoßlegende vorweg, die von militärischer Seite erst seit Ende des Jahres vor allem durch Erich Ludendorff und Paul von Hindenburg öffentlich propagiert wurde.

### 1919 bis 1933

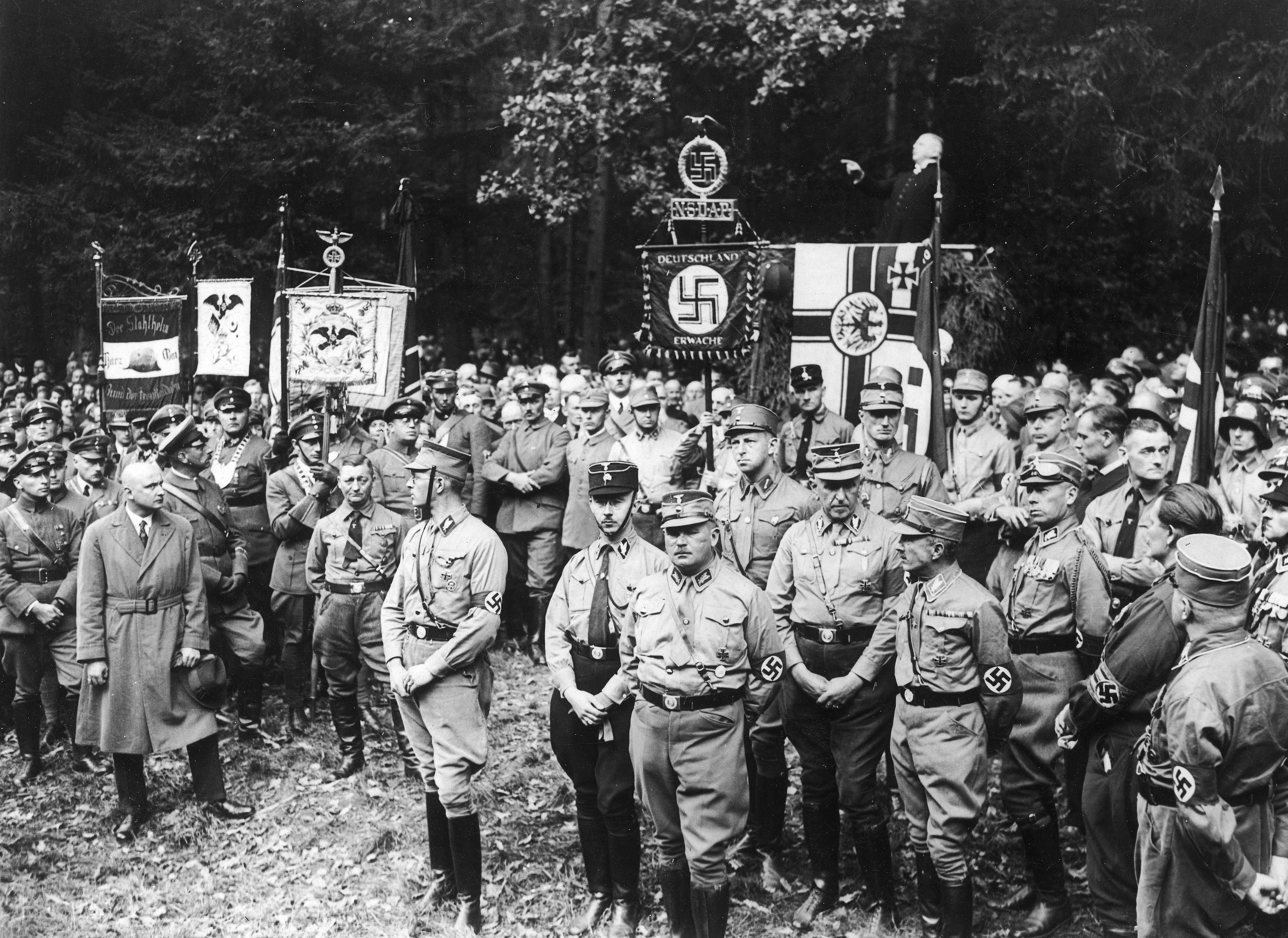
Führer des Stahlhelm (links), der SA und der SS (rechts) bei Doehrings (hinten) Predigt am 11. Oktober 1931, dem zweiten und letzten Tag der Harzburger Front

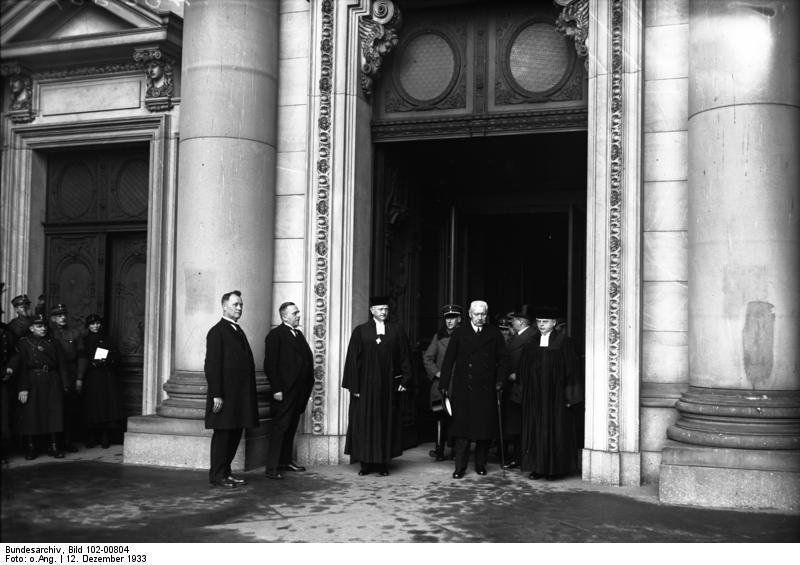
Berlin, 12. Dezember 1933. Bruno Doehring im Talar rechts neben Reichspräsident Hindenburg beim Verlassen des Doms nach dem Gottesdienst zur Reichstagseröffnung; Links Reichsbischof Ludwig Müller.

Die Domgemeinde, in starkem Maße zusammengesetzt aus Angehörigen der preußischen Beamtenschaft und dem Hof nahestehender Kreise, bot dem Domprediger Doehring, verbunden mit der Funktion des Berliner Doms als einem repräsentativen Feierort des Staates, die Gelegenheit, seine Vorstellungen mitten in der deutschen Hauptstadt unüberhörbar zur Geltung zu bringen. Politisch hatte Doehring bereits im Dezember 1918 die Deutschnationale Volkspartei (DNVP) durch einen Wahlaufruf unterstützt.
Die Niederlage im Ersten Weltkrieg und die folgende Novemberrevolution erklärte sich Doehring mit einem Abfall des deutschen Volkes vom rechten christlichen Glauben. „Nicht Gott hat unser Volk verlassen, sondern unser Volk hat ihn verlassen.“ Als Hauptverantwortliche dafür galten ihm die katholische Kirche, der Liberalismus und die sozialistische Arbeiterbewegung und der Kommunismus. Eine Wiederauferstehung der Deutschen könne nur durch Rückbezug auf innerste Werte geschehen, auf die Wurzeln „wahren Deutschtums“. Die Rettung erblickte er in einer zeitgemäßen Reformation nach dem Vorbild Luthers.
Die Folgen der Novemberrevolution kritisierte er als „Entchristlichung“ und damit als „Entseelung“ des politischen Systems. Er machte in Reden vor Parlamentariern klar, dass er die Demokratie ablehnte. In ihr werde „man auf den ebenso end- wie heillosen Weg der Kompromisse gedrängt“, die „satanische Fratze der Zufallsmehrheit [erhebe] sich hohnlachend über weittragenden Entschlüssen“. Seine tagesaktuell zugespitzten Predigten riefen daher wiederholt Kritik in der demokratischen Presse und öffentliche Missfallensäußerungen prominenter Persönlichkeiten hervor. So bemerkte Gustav Stresemann in ihnen „nicht … Ausdruck christlicher Nächstenliebe, sondern … bis zur Ekstase gesteigerte[n] Abneigung gegen Andersdenkende“ und Karl Barth nannte Doehring 1924 einen „elenden Windbeutel“ und „theologischen Hanswurst“.:S. 151
1923 erhielt Doehring nach Habilitation an der Friedrich-Wilhelms-Universität Berlin die Lehrbefähigung in evangelischer Theologie. Daraufhin war er dort von 1923 bis 1940 im Nebenamt Privatdozent für evangelische Theologie, danach bis 1946 Lehrbeauftragter.
Im Jahre 1924 übernahm Doehring den Vorsitz des Evangelischen Bundes zur Wahrung der deutsch-protestantischen Interessen (EB). Die Aufgabe dieses anti-katholischen und anti-semitischen Bundes sah er darin, „die deutsche Volksseele, die unter jüdisch-ultramontaner Zwangsvormundschaft“ stehe, zu „befreien“. Doehrings Engagement fand nicht die einhellige Zustimmung der Bundesbrüder. Die von ihm propagierte kritiklose Verbundenheit mit dem abgedankten Kaiserhaus, seine starre Feindschaft zur katholischen Kirche und antisemitische Untertöne trugen zur zunehmenden Isolation der evangelischen Kirche in der deutschen Gesellschaft, besonders gegenüber der Arbeiterschaft und dem bürgerlich geprägten Lager der Demokratie bei. Einem politisch immer dringender werdenden überkonfessionellen Zusammenwirken mit staatserhaltenden katholischen Kräften, die sich in der Annäherung von Zentrum und DNVP seit der Jahreswende 1926/27 abzeichnete, verweigerte sich Doehring. Insoweit stand er sogar im Widerspruch zu Kaiser Wilhelm II., der ihn über Dritte aufforderte, zugunsten des Kampfes „gegen Jehuda“ seine „antirömische Politik einzudämmen“. Nach den Austritten Adolf von Harnacks und Otto Baumgartens gipfelten die Auseinandersetzungen um den Kurs des EB mit dem Rücktritt Doehrings im Februar 1927.
Daraufhin gründete Doehring den Lutherring für aktives Christentum auf reformatorischer Grundlage. Aus ihm ging im Januar 1928 unter seiner Führung die Deutsche Reformationspartei hervor, um nach seinen Worten der „heillosen Zersplitterung der nationalen Kräfte … Einhalt zu gebieten“. Das konsequent antimoderne, monarchistische und deutsch-nationale Parteiprogramm fand selbst im evangelischen Lager wenig Resonanz. An der Reichstagswahl 1928 nahm die Reformationspartei zusammen mit der Deutschvölkischen Freiheitsbewegung (DVFB) im Völkisch-nationalen Block teil, dem mit 266.000 Stimmen (0,87 %) der Einzug in den Reichstag versagt blieb. Im gleichen Jahr entstand nach Doehrings Idee und Drehbuch der Spielfilm Luther – Ein Film der deutschen Reformation. Anlässlich der Reichstagswahl 1930 schloss sich Doehring in seiner Eigenschaft als Vorsitzender des Lutherrings der DNVP an und gewann ein Mandat im Wahlkreis Chemnitz-Zwickau, das er in den vier Legislaturperioden von September 1930 bis Juni 1933 innehatte. Beim Zusammentritt der Harzburger Front am 11. Oktober 1931 zelebrierte Doehring einen Feldgottesdienst.

### 1933 bis 1945
Im aufkommenden Nationalsozialismus sah Doehring den verwerflichen Versuch, eine „neue Religion“ zu schaffen. In seiner 1932 veröffentlichten Schrift Die Fehlleitung der nationalen Bewegung durch Adolf Hitler lehnte er ihn „wegen der Vergötzung des Rassischen, dem Antisemitismus, und der Manipulation der Massen ab“.:S. 150 Doehring stimmte im Domkirchenkollegium mit einer Minderheit gegen die Abhaltung einer Trauerfeier der SA im Dom für den SA-Führer Hans Maikowski und einen Polizisten, die beide Opfer einer Straßenschlacht nach dem Fackelzug anlässlich der Machtergreifung Hitlers geworden waren. Den nationalsozialistischen Deutschen Christen wurden mit seiner Stimme die gewünschten eigenen Gottesdienste im Dom verwehrt. Dennoch hielt Doehring sich von der Bekennenden Kirche fern, um in „Einsamkeit“ zu predigen.
Doehrings Predigten standen unter Beobachtung der Gestapo, die ihn mehrmals wegen seines regimekritischen Auftretens verhörte. Nach wie vor bewahrte Doehring dem Kaiser die Treue, besuchte ihn in Doorn und predigte dort, zuletzt 1939 zu dessen achtzigstem Geburtstag. Er unterließ den Einschluss Hitlers in das Gebet und anlässlich eines verordneten „Siegesdankgottesdienstes“ hielt er im Mai 1940 eine Bußpredigt. Doehring leitete die Beisetzungsfeier für Wilhelm II. am 9. Juni 1941 in Doorn; eine Predigt gab es gemäß dem Wunsch des Verstorbenen nicht.

### „Tröster Berlins“
Doehrings Predigten nahmen in der Kriegszeit immer mehr Trostcharakter an, verbunden mit biblisch kaum verhüllter Kritik und Anklage gegen Hitler und seine Parteigenossen. Seit den Jahren 1940/41 wurde ihre Drucklegung staatlicherseits unterbunden und Doehring verlor seine Dozentenstelle. Er deutete den Krieg mit seinen Leiden als Folge der Novemberrevolution, welche wiederum die Voraussetzung für die Herrschaft Hitlers geschaffen hatte, der „auf dem Stuhl des Satans“ sitze.

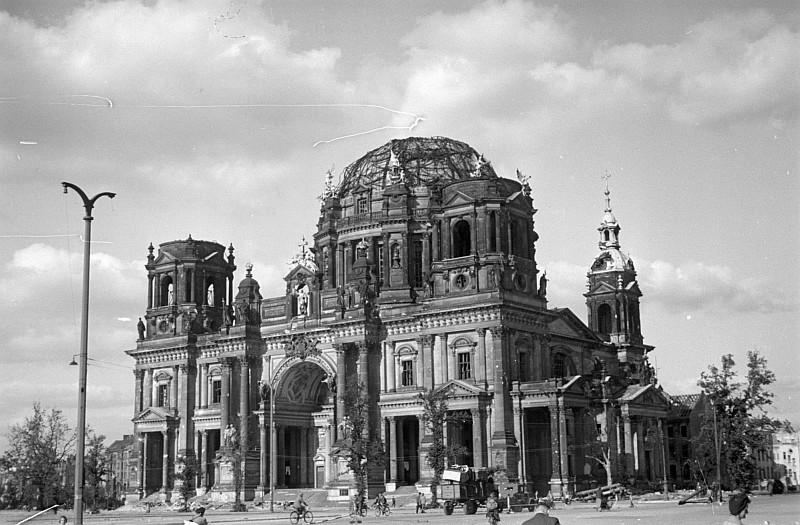
Der Dom ohne Notdächer im Oktober 1945

Als die Predigtkirche des Doms nach einem Bombenangriff am 24. Mai 1944 für Gottesdienste nicht mehr benutzbar war, predigte Doehring am Sonntag darauf im Kellergewölbe des Doms zum Propheten Amos 5. Er fragte, wie Gott diese Zerstörung habe zulassen können. Gleich dem Propheten Amos ahnte Doehring in seiner Predigt, dass Gott die Gottesdienste seiner Gemeinde nicht mehr ertragen könne, wenn die Gemeinde in einem Unrechtsstaat so lebe, als sei nichts geschehen. Er predigte nun in der Sophienkirche, bis sich die Domgemeinde unter der Grabmalskirche die katakombenartige Domgruftkirche mit rund eintausendzweihundert Sitzplätzen geschaffen hatte. Nach einer kriegsbedingten Unterbrechung eröffnete sie Doehring am 2. September 1945 mit einer Predigt zum Thema „Der Weltheiland und der Weltfriede“. Zu einem Wiederaufbau des Doms kam es nicht, mehrfach bestand stattdessen für den Dom nach den Stadtplanungen der DDR die Gefahr, abgerissen zu werden. Doehring predigte unverdrossen jeden Sonntag in seiner Katakombe, die 1946 eine Schuke-Orgel erhalten hatte, vor stets über eintausend Gottesdienstbesuchern. Seinen Ruf als Tröster Berlins hatte er sich im Bombenkrieg erworben und bewahrte ihn auch in den Jahren der Spaltung der Stadt bis zu seinem Abschied vom Amt im Jahre 1960.:S. 150 Danach ging der Besuch der Domgottesdienste zurück.

### Nach 1945
Doehring ist in der Weimarer und in der NS-Zeit wegen seines regierungskritischen Auftretens bei fälligen Wahlen zum Oberdompredigeramt dreimal übergangen worden. In der Viersektorenstadt Berlin änderte sich dies. Er hatte diese Stelle im Berliner Ostsektor von 1945 bis zu seinem Ruhestand im Jahre 1960 inne. Der Titel Oberdomprediger hatte zwar innerkirchlich nurmehr formale Bedeutung, weil Dibelius sich den Titel Bischof von Berlin-Brandenburg zugelegt und die Kirche Sankt Marien zu seiner Bischofskirche umgewidmet hatte. Der Berliner Dom war allerdings nach 1945 nicht mehr der zentrale Ort der evangelischen Kirche in Deutschland, auch nicht mehr Schauplatz repräsentativer Ereignisse. Den Besatzungsmächten und später der Regierung der DDR war die Abhaltung von Festgottesdiensten wesensfremd.
Aufgrund des preußischen Staatskirchenvertrags von 1931 war das Oberdompredigeramt mit einer Professur verbunden. Die DDR hielt sich zu bis zu Doehrings Ruhestand an diesen Vertrag, sodass er ab 1946 an der Friedrich-Wilhelms-Universität (ab 1949 Humboldt-Universität) Berlin Professor für praktische Theologie war. Bei der Ausübung dieses Amtes folgte er seinem Bekenntnis: „Wir gründen unsere Stellung zu dem lebendigen Gott nicht auf ein theologisches Erkenntnis- sondern auf ein religiöses Erfahrungsmoment.“

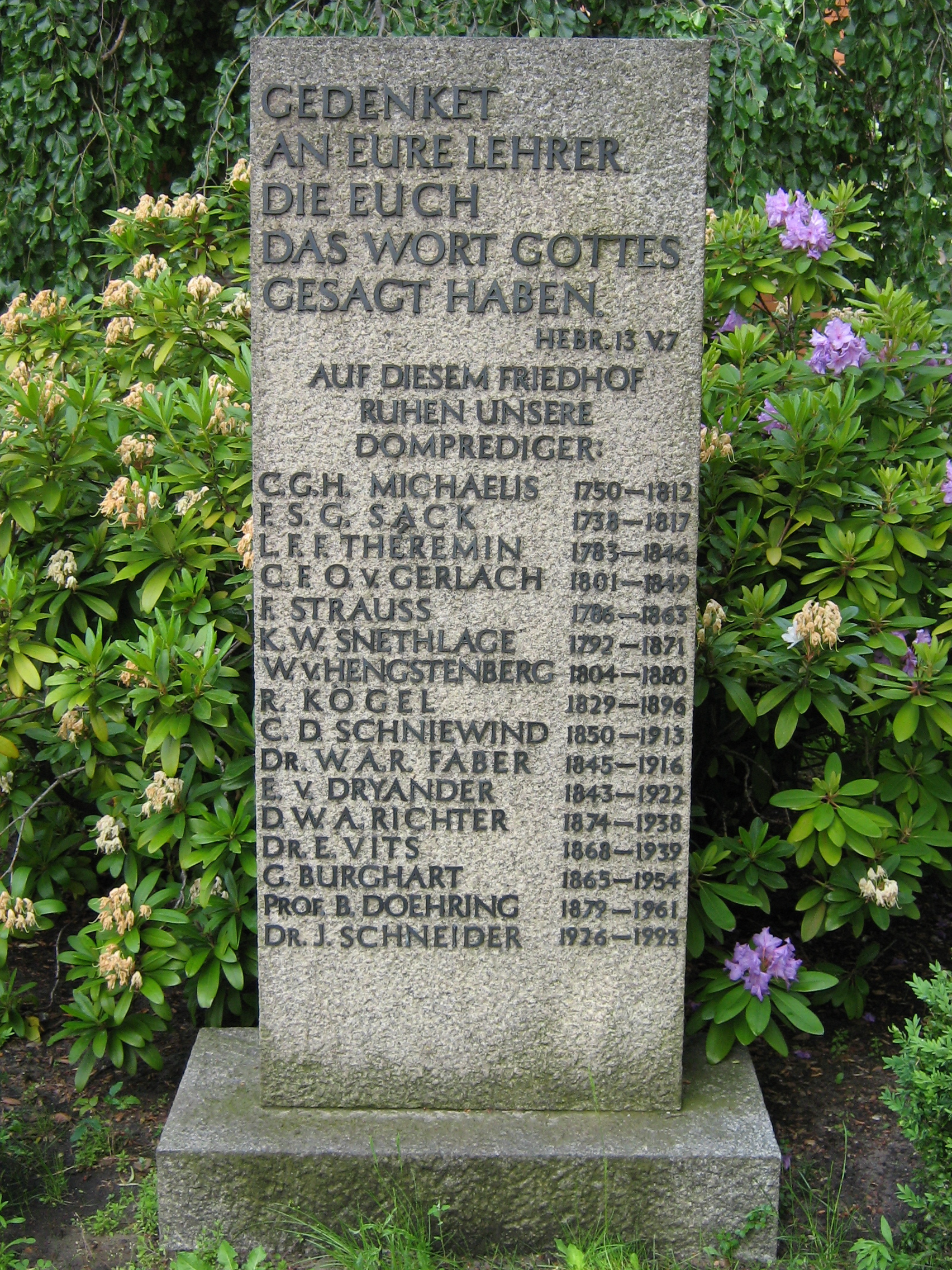
Gedenkstein auf dem Berliner Domfriedhof II

### Ehrungen, Tod und Gedenken
Doehring war nach den Worten Wilhelm Hüffmeiers „zeitlebens wirklich ein Individualist, ein Einzelgänger, ein nicht Einzuordnender“,:S. 150 aber er erreichte mit seinen Predigten mehr Gläubige als jeder andere Pfarrer in Berlin. Anlässlich seines achtzigsten Geburtstages hatte Doehring als Geschenk eine Statistik mit dem Nachweis erhalten, dass er in seinem Leben vor über vier Millionen Menschen gepredigt hatte.
Doehring war Ehrendoktor (D. theol. h. c.) der Universität Königsberg und Ehrenbürger seiner Heimatstadt Mohrungen. Doehring verstarb während eines Aufenthalts in West-Berlin weniger als ein Jahr nach Eintritt in den Ruhestand. Seine Grabstätte befindet sich auf dem Domfriedhof II an der Müllerstraße in Berlin-Wedding. Vier Monate nach seinem Tod spaltete die Errichtung der Berliner Mauer die Domgemeinde. Im Jahre 1975 kam es infolge des Abrisses der Grabmalkirche auch zur Beseitigung der Domgruftkirche.

## Schriften
- Gott, das Leben und der Tod, Berlin 1914.
- Eine feste Burg, Berlin 1914–1915.
- Die Religion des Schlachtfeldes, Berlin 1916.
- Und wenn die Welt voll Teufel wäre, Berlin 1918.
- Die deutsche Volkskirche, Leipzig 1920.
- Ernst von Dryander zum Gedächtnis, Berlin 1922.
- Vom Leben, Tod und Einigkeit, Berlin 1924.
- Entscheidungskampf, Berlin 1927.
- Luther heute, Dom Verlag, Berlin 1928.
- Christus bei den Deutschen, Berlin 1934.
- Wehe dem Menschen! Gedanken zur Gegenwart auf Grund Matth. 26, 24., Berlin o. J. [1935].
- Gott mit uns! Gedanken zur Wiedereinführung der allgemeinen Wehrpflicht auf Grund Jesaias 36, 7., Berlin o. J. [1935].
- Mein Lebensweg, Gütersloh 1952.
- Das Domkandidatenstift zu Berlin. Ein geschichtlicher Rückblick zur Hundertjahrfeier. Mit einem Beitrag von Ulrich Seeger: Die Aufgaben des Predigerseminars heute. Verlag Die Kirche, Berlin 1954.